# Lycée Jean-de-La-Fontaine (Paris)
Pour les articles homonymes, voir Lycée Jean-de-La-Fontaine (homonymie).
Le lycée Jean-de-La-Fontaine est un établissement public local d’enseignement français construit en 1938, par l'architecte Gabriel Héraud (1866-1941), regroupant un collège et un lycée. Il est situé 1, place de la Porte-Molitor à Paris, dans le 16e arrondissement et porte le nom du poète et fabuliste français Jean de La Fontaine (1621-1695). Il est surtout réputé pour son enseignement d'excellence en classes orientales (chinois, japonais et vietnamien) et en horaires aménagées (sport et musique).
Ce site est desservi par la station de métro Michel-Ange - Molitor.

## Historique du lycée
La construction du lycée Jean-de-la-Fontaine s’échelonne entre 1935 et 1938, à l'emplacement des anciennes fortifications de Paris. Il permet tout d'abord de désengorger le lycée Molière voisin ; il s'agit donc à l'origine d'un lycée de jeunes filles. C'est au lycée Claude-Bernard voisin que sont scolarisés les garçons du quartier.
Il porte initialement le nom de lycée de la Porte Molitor, avant d'être renommé lycée Jean-de-La-Fontaine par décret du 1er juin 1938. Désormais autonome, il accueille pour sa première rentrée, le 4 octobre 1938, environ 700 jeunes filles. Sa première directrice est Madame Valensin, qui reste en fonction jusque 1951. Une cérémonie d'inauguration officielle était prévue pour la rentrée 1939 mais le déclenchement de la Seconde Guerre mondiale conduit à son annulation.
Le lycée change de fonction pendant l'Occupation. À partir du 5 août 1940, il est occupé par les services administratifs de la Kriegsmarine allemande. Les élèves sont alors hébergées au lycée Janson-de-Sailly, situé dans le même arrondissement. En août 1944, après la Libération, il sert d’hôpital militaire pour les troupes américaines.
En octobre 1945, le lycée rouvre ses portes. Tirant profit d'une réforme de l'enseignements, Mademoiselle Rousselle y anime le groupe d'enseignants responsables des « classes nouvelles » jusqu'en 1951 et crée la première bibliothèque du lycée.
À partir de 1947, sous l'impulsion de l'inspecteur général Loucheur, le lycée accueille des classes préparatoires au professorat d'éducation musicale, destinées à former les professeurs de musique ; elles sont supprimées en 1974, quand le concours CAEM est remplacé par le CAPES, désormais préparé à l'université. De 1958 à 1969, une classe préparatoire à l'ENSEP pour les matières de lettres et de langues est aménagée. En 1974, on y intègre un « collège 900 » puis, en 1976, sont créées des sections artistiques musique et danse.
Le lycée devient mixte en 1970.

## Architecture du lycée

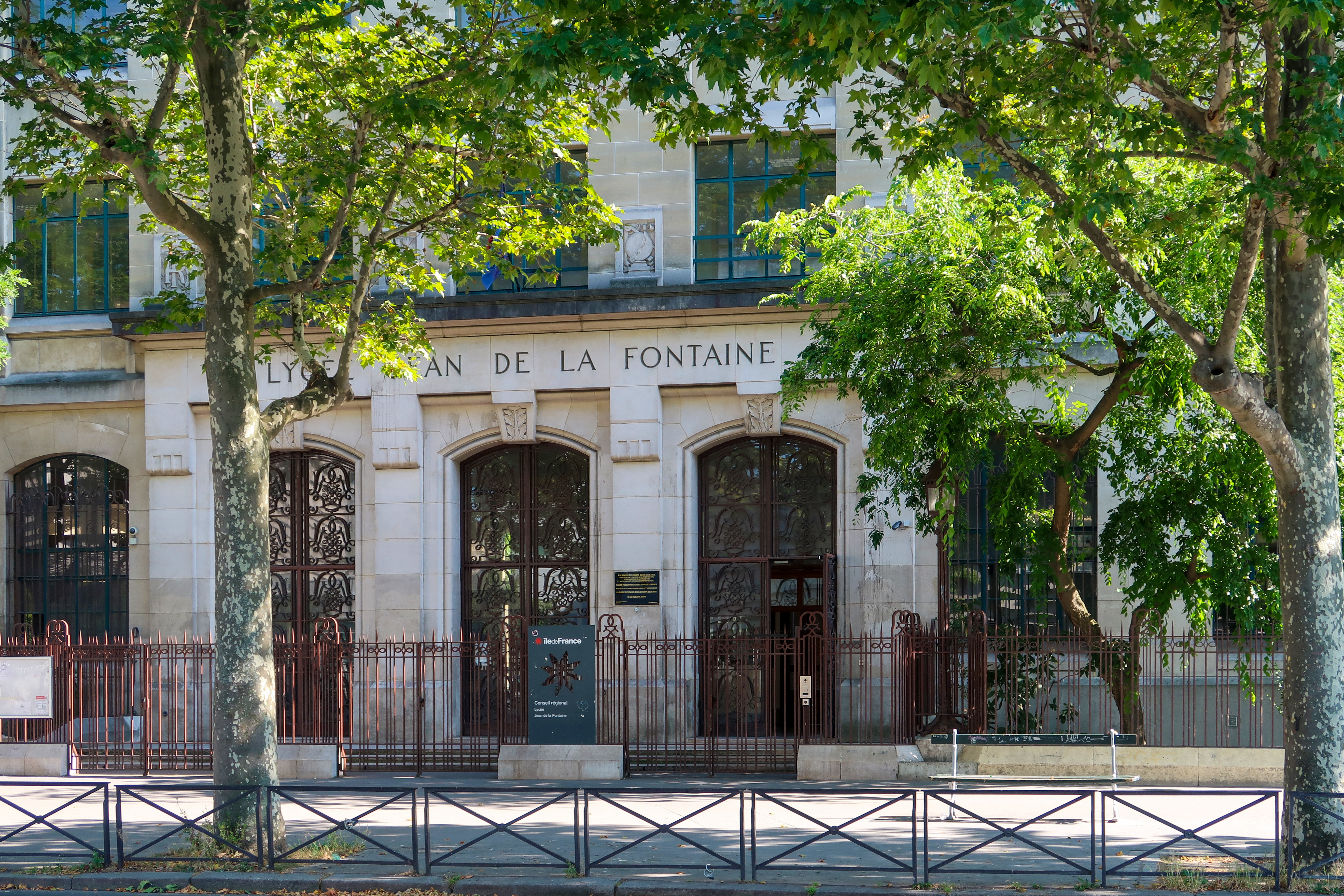
Entrée principale.

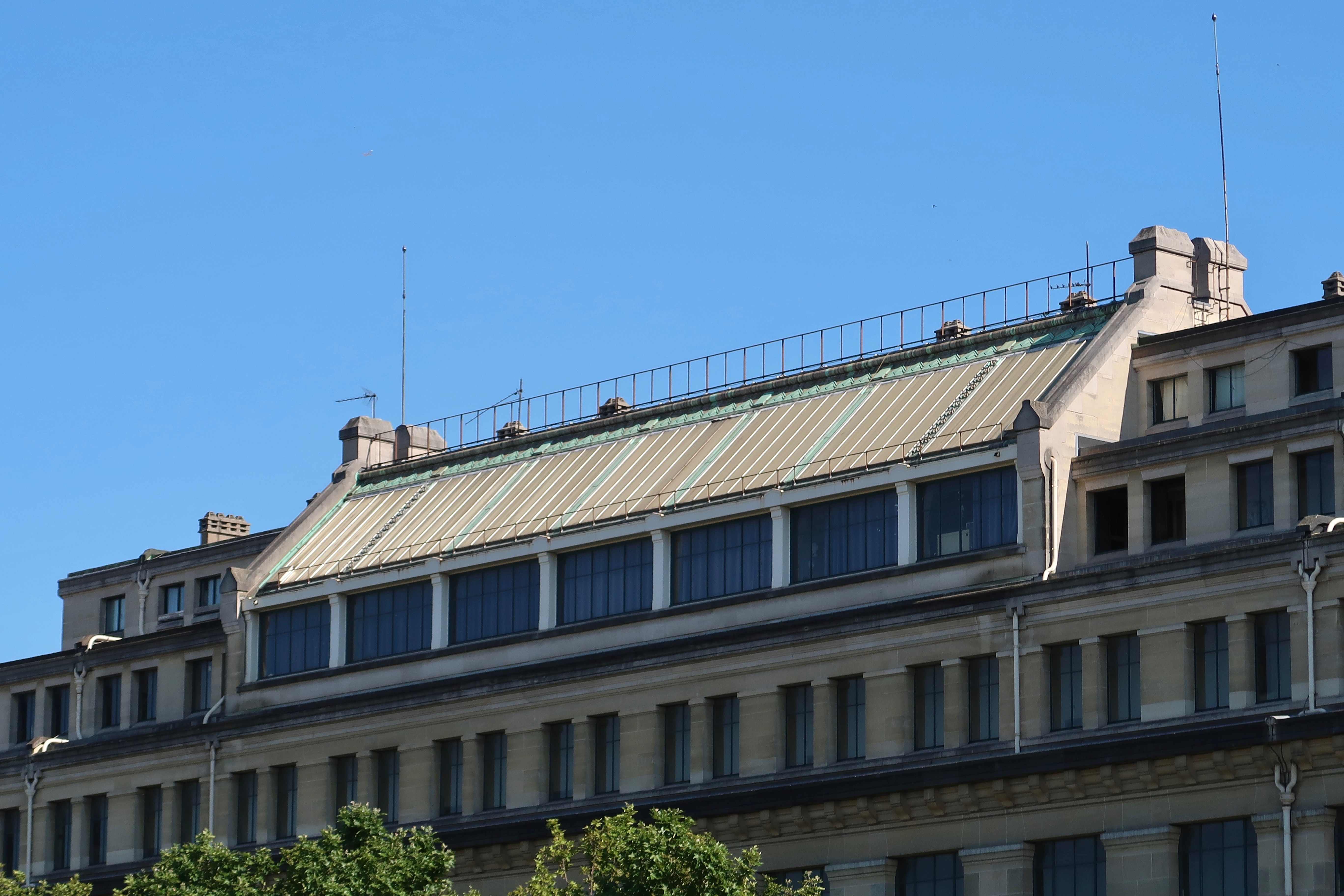
Détail des toits.

### Situation
Le lycée est situé à la porte d'Auteuil, dans un quadrilatère délimité par la place de la Porte-Molitor, l'avenue du Général-Sarrail, la rue Meryon et le boulevard Murat. Il est desservi par la station de métro Michel-Ange - Molitor (lignes 9 et 10).
Plusieurs équipements sportifs de qualité entourent le lycée : le stade du Parc des Princes, le stade Roland-Garros, le stade Jean-Bouin ainsi que le stade Georges-Hébert. Le jardin des serres d'Auteuil et le square du Tchad sont enfin des espaces verts voisins de l'établissement.

### Architecture générale

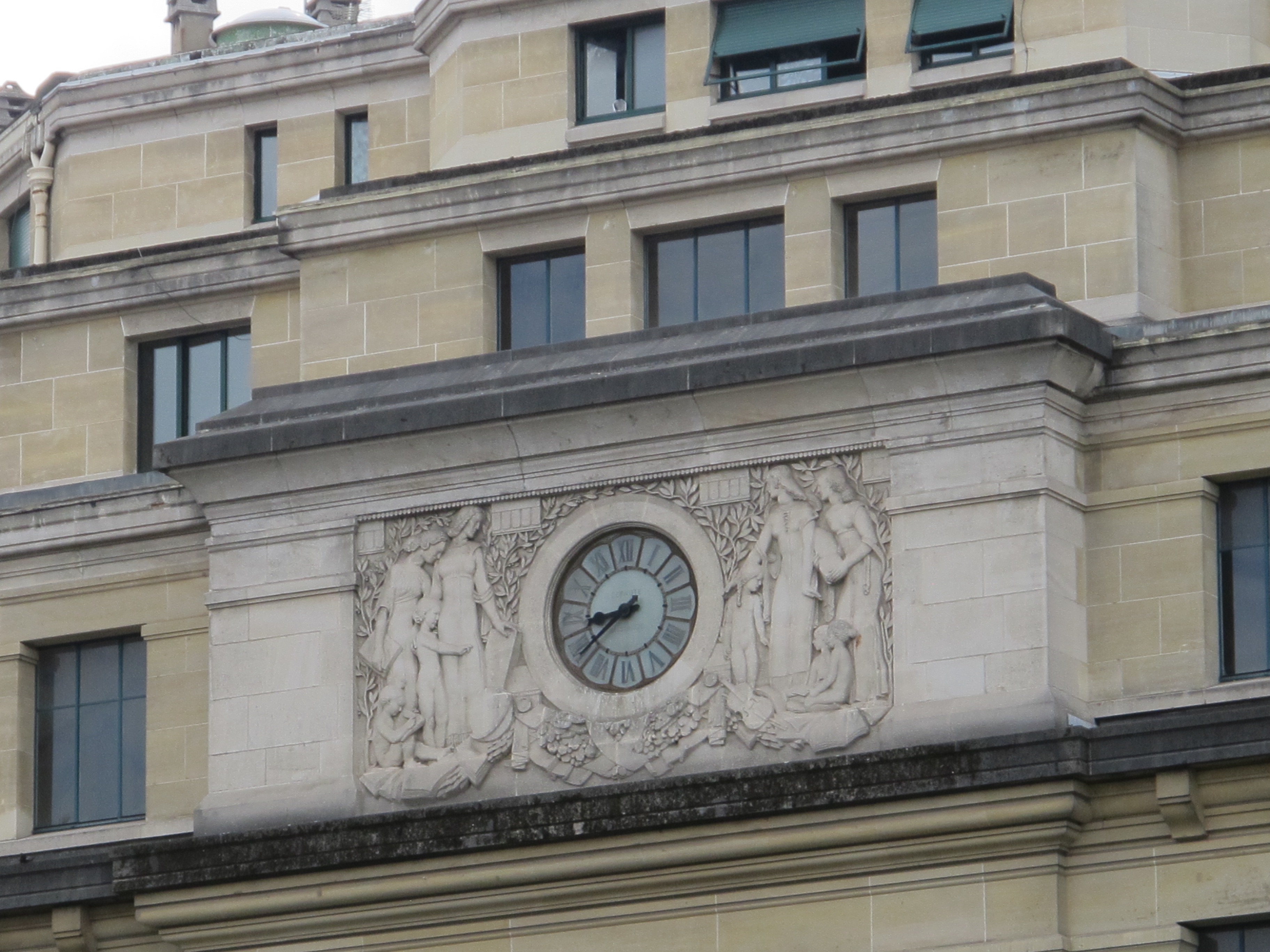
Détail de l'horloge donnant sur le boulevard Murat.

Le lycée Jean-de-La-Fontaine est un bâtiment rectangulaire ayant la forme d'un « quadrilatère ouvert ». Il est haut de six étages, et il comporte deux sous sols.
On pénètre dans l'établissement par de grandes portes en fer forgé.
Bâtiment lumineux doté de lignes épurées et décoratives, il est dessiné dans un style caractéristique des années 1930 par l'architecte Gabriel Héraud (1866-1941),.
Inauguré en 2002, un nouveau CDI (centre de documentation et d’information) est construit sur un des gymnases du lycée. Il a été dessiné par l’architecte Jacques Lucan.

#### Décoration
- Grande peinture murale dans la salle qui sert pour les élections.

## Orchestre du lycée Jean-de-la-Fontaine et auditorium Yves-Lancelin
À partir de 2001, les élèves de la Maîtrise de Radio France sont scolarisés dans des classes à horaire aménagés, de la 6e à la 3e mais également de la seconde à la terminale.

### Orchestre du lycée Jean-de-la-Fontaine
Fondé en 2011 sous l'initiative de Madame Courroy (professeur d'éducation musicale), l'orchestre du lycée Jean-de-la-Fontaine est le premier orchestre permanent de l'établissement. Cet orchestre est régulièrement dirigés par les chefs d'orchestre Karim Affreingue et Matthieu Lecoq. Il a été créé dans le but de favoriser la pratique musicale des lycéens de Paris au sein d'un orchestre et d'apporter la culture au sein d'un établissement scolaire, en plus de l'enseignement apporté par les conservatoires de musique dépendant du ministère de la Culture. Son orchestre se compose principalement des élèves issus des séries du baccalauréat TMD (techniques de la musique et de la danse), des séries L (littéraire) et S (scientifique) du lycée Jean-de-la-Fontaine, mais l'orchestre accueille aussi de nombreux élèves venant d'autres lycées parisiens et de conservatoires de musique.

### Auditorium Yves-Lancelin
En 1993, un auditorium baptisé au nom d'Yves Lancelin (proviseur du lycée jusqu'en 2005) est inauguré. Il est le lieu de répétition et la salle de concert de l'orchestre du lycée.

## Classement du lycée
En 2013, le lycée Jean de la Fontaine devient le lycée le plus demandé de Paris.
En 2015, dans le classement de L'Express, le lycée se classe 48e sur 109 au niveau départemental quant à la qualité d'enseignement, et 469e au niveau national. Le classement s'établit sur trois critères : le taux de réussite au bac, la proportion d'élèves de première qui obtient le baccalauréat en ayant fait les deux dernières années de leur scolarité dans l'établissement, et la valeur ajoutée (calculée à partir de l'origine sociale des élèves, de leur âge et de leurs résultats au diplôme national du brevet).

## Enseignements dispensés
Les matières enseignées au lycée sont les mathématiques, le français, l'histoire-géographie, les SVT, la physique-chimie, la philosophie, l'EPS et, selon les filières, les sciences économiques et sociales et la littérature. Parmi les deux langues (LV1 et LV2) à choisir, sont proposées l'anglais, l'allemand, l'espagnol et l'italien. Les élèves de seconde peuvent choisir comme option les MPI (mesures physiques et informatiques), les SES (sciences économiques et sociales) et les MPS.
Le lycée compte les filières scientifiques, économiques et sociales et littéraires ainsi qu'une filière techniques de la musique et de la danse. Depuis 1976, il existe des classes à horaires aménagés « musicales et chorégraphies », depuis 1990 une classe à horaires aménagés tennis (en partenariat avec les ligues de tennis de Paris et des Hauts-de-Seine) et depuis les années 1990, des classes trilingues (français-anglais-japonais, français-anglais-vietnamien, français-anglais-chinois). Le lycée propose également l'option internationale du baccalauréat.
Le lycée Jean de la Fontaine héberge aussi la Maîtrise de Radio France, une structure musicale d'enseignement de la musique professionnelle de production de concert attachée à Radio France. Les élèves de la Maîtrise de Radio France à partir du collège jusqu'au baccalauréat sont scolarisés dans cet établissement, où la musique a une place très importante.

## Population scolaire
La cité scolaire compte pour sa rentrée scolaire 2014-2015, plus de 1600 élèves.

## Personnalités liées au lycée

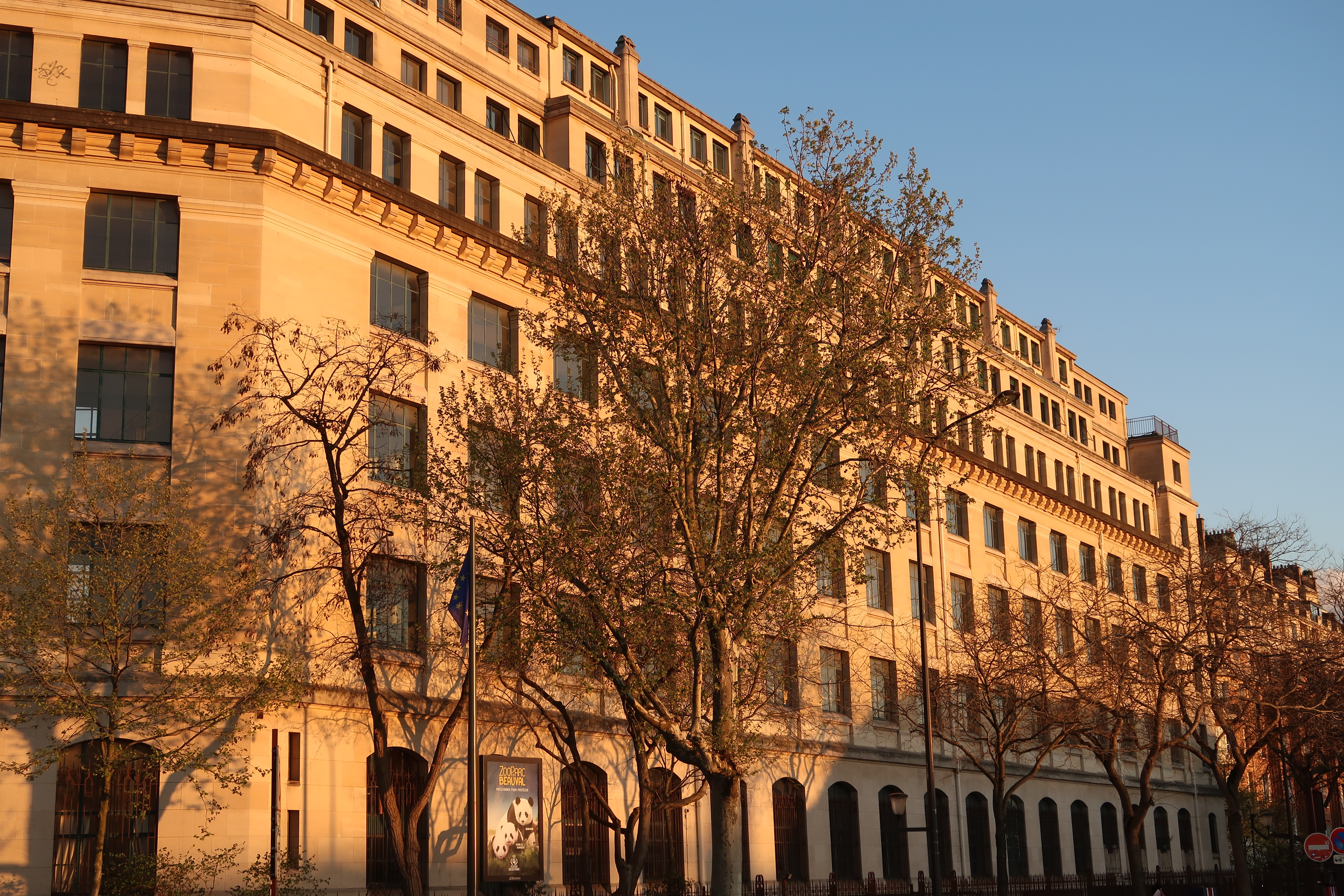
Façade avenue du Général-Sarrail.

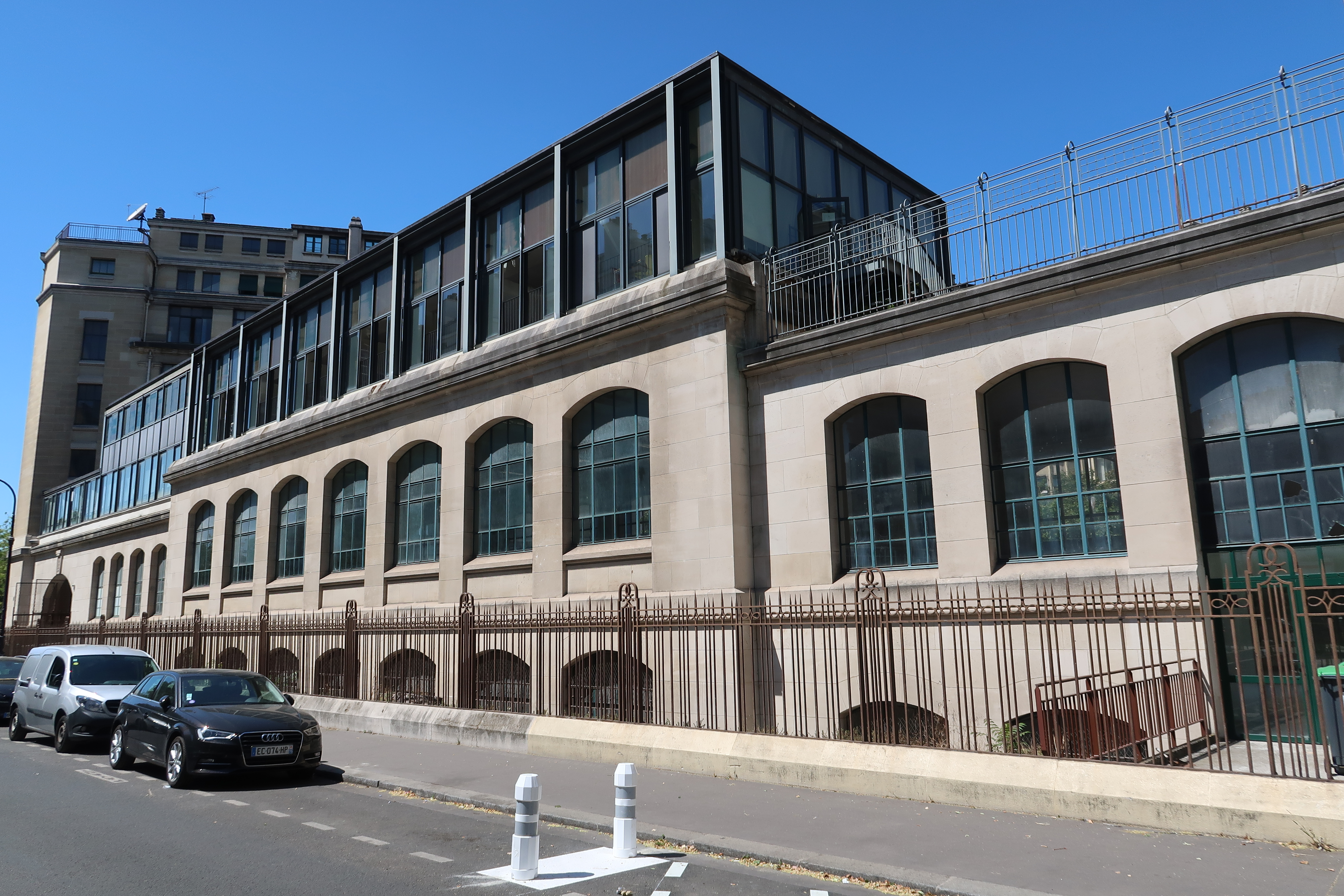
Façade rue Meryon.

En visite officielle en France, l'empereur du Japon Akihito et l'impératrice Michiko visitent le lycée Jean-de-la-Fontaine le 5 octobre 1994.
Le 13 septembre 2018, c'est son fils, alors prince héritier, Naruhito, qui visite le lycée. Il y rencontre plusieurs élèves et professeurs et assiste à deux cours de japonais.
Depuis que le président de la République Nicolas Sarkozy a emménagé avec sa femme Carla Bruni-Sarkozy dans l'arrondissement, rue Pierre-Guérin, le lycée est son bureau de vote.

### Professeurs
- Yvonne Desportes, professeure de musique
- Sofi Jeannin, directrice de la Maîtrise de Radio France
- Paul Collet, médaillé du marathon en argent lors des Jeux paralympiques d'été de 1988 et en bronze lors des Jeux paralympiques d'été de 1992[8] et triple champion d'Europe paralympique

### Élèves
- Marie-Christine Barrault, actrice (1961-1962)
- Christine Caron (1948-), nageuse[réf. nécessaire]
- Barbara Cassin, philologue, helléniste et philosophe[9]
- Claire Chazal, présentatrice du journal télévisé de TF1[10],[11]
- Catherine Deneuve, actrice[12]
- Geneviève Dormann, journaliste et écrivain[13]
- Élisabeth Dufourcq, femme politique, haut fonctionnaire et ancienne secrétaire d'État à la Recherche[14]
- Aurélie Dupont, danseuse étoile[15]
- Geneviève Jurgensen, journaliste (1956-1960)
- Annette Kahn, journaliste et écrivain
- Marie Laforêt, chanteuse et actrice[16]
- Lucie et Elisa, du trio musical LEJ[17]
- Michaël Llodra[réf. nécessaire], joueur de tennis
- Michael Matthes, organiste
- Louise Pikovsky, victime de la Shoah
- Cédric Pioline[réf. nécessaire], joueur de tennis
- Manuel Rocheman, pianiste de jazz[18]
- Édith Scob[réf. nécessaire], comédienne
- Dominique Simonnot, journaliste
- Lambert Wilson, comédien
- Lolita Pille, écrivaine
- Amélie Oudéa-Castéra, haute fonctionnaire, femme politique et ancienne joueuse de tennis

## Au cinéma
- 1965 : Les Veuves de quinze ans, filmant plusieurs sorties des classes
- 1976 : Un éléphant ça trompe énormément, filmant la sortie des classes
- 2008 : Stella, comédie dramatique autobiographique française réalisée par Sylvie Verheyde

## Annexe